# Institut européen des normes de télécommunications

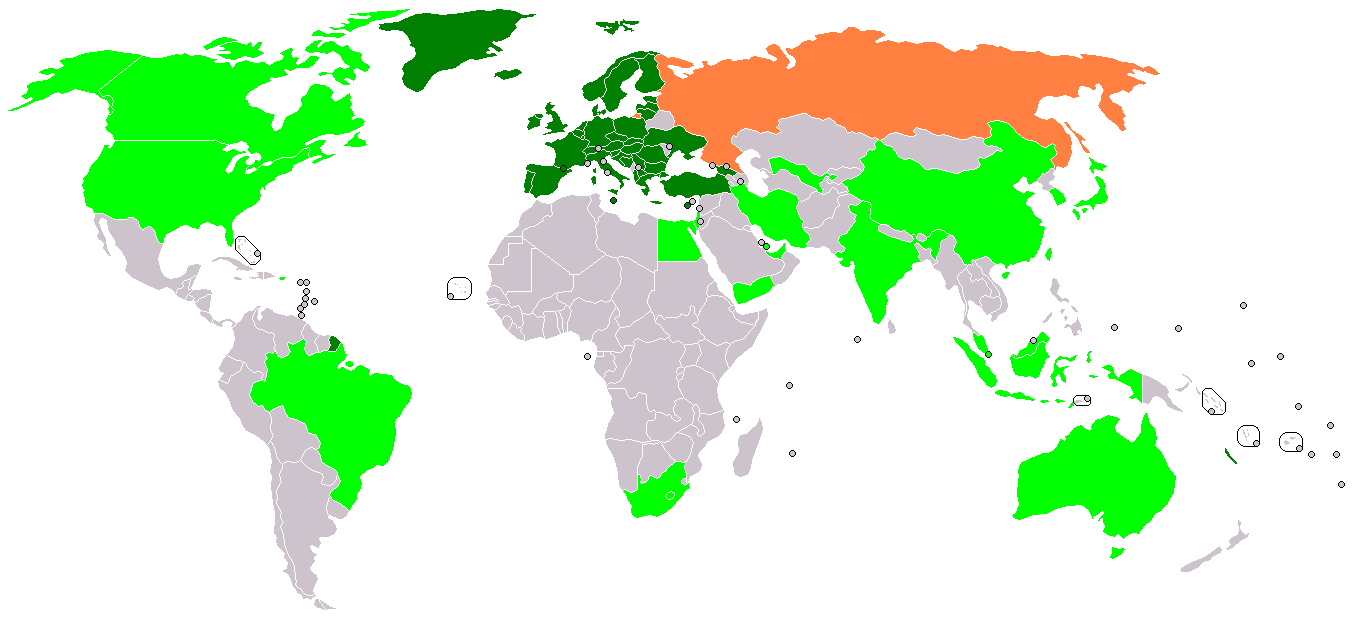
Carte représentant les membres de l'ETSI :
Membres à part entière
Membres associés
Observateurs

L'Institut européen des normes de télécommunications, (en anglais European Telecommunications Standards Institute, ETSI) est un organisme de normalisation indépendant et à but non lucratif, qui produit des normes pour l'industrie des technologies de l'information et de la communication. L'ETSI est responsable du développement et des tests des normes techniques applicables aux systèmes, aux applications et aux services ICT du monde entier.

## Présentation générale
L'ETSI est situé à Sophia-Antipolis, dans le sud de la France, et a été établi en 1988 par la CEPT (Conférence européenne des Postes et Télécommunications) à la demande de la Commission européenne.  
L'ETSI est l'organisme européen officiellement responsable de la normalisation des Technologies de l'information et de la communication. Elle fait partie des 3 instances (avec le CEN et le CENELEC) officiellement reconnues par l'Union européenne (UE) en tant qu'organisation européenne de normalisation. Son rôle est de soutenir les politiques et législations de l'Union européennes par l'élaboration de normes dites « harmonisées ». Seules les normes produites par ces trois organisations européennes sont reconnues comme « Normes européennes » au sens du Règlement de l'UE sur la normalisation européenne (Règlement UE 1205/2012). 
L'ETSI produit des normes qui permettent le déploiement mondial de technologies essentielles, telles que les normes DAB, TETRA, DECT et les normes de téléphonie mobile : GSM, UMTS, 4G, 5G.
Les activités de normalisation de l'ETSI s'articulent autour des secteurs : maison & travail (Home & Office), Mieux vivre avec les TIC (Better Living with ICT), fourniture de contenu (Content Delivery), réseaux (Networks), systèmes sans fil (Wireless Systems), transports (Transportation), la connexion des objets (Connecting Things), l'interopérabilté (Interoperability), sécurité et sûreté publiques (Public Safety and Security). Les activités de normalisation sont réparties dans les différents groupes techniques de l'ETSI: Comité Technique (TC), Projet ETSI (EP), Projet de Partenariat ETSI (EPP), Groupe de Specification pour l'Industrie (ISG), et Comité Spécial (SC).
La liste de tous les groupes techniques est disponible sur le site internet de l'ETSI.

## Les membres
L'ETSI réunit plus de 900 membres à travers le monde, provenant de 65 pays et 5 continents. Sa communauté est variée et comprend tous les acteurs essentiels du secteur des Technologies de l'information et de la communication: compagnies privées, instituts de recherche, universités, organismes publics et gouvernementaux et instances sociétales. Plus d'un quart des membres de l'ETSI sont des PMEs (petites et moyennes entreprises). La liste des membres est disponible sur le site internet de l'ETSI.